# Патагонский морской ангел
Патагонский морской ангел, или аргентинская скватина (лат. Squatina argentina) — вид рода плоскотелых акул одноимённого семейства отряда скватинообразных. Эти акулы встречаются в западной части Атлантического океана на глубине до 400 м. Максимальная зарегистрированная длина 170 см. У них уплощённые голова и тело, внешне они похожи на скатов, но в отличие от последних жабры скватин расположены по бокам туловища, рот находится в передней части рыла, а не на вентральной поверхности. Эти акулы размножаются путём яйцеживорождения. Рацион состоит из небольших рыб и беспозвоночных. Не представляют интереса для коммерческого рыбного промысла.

## Таксономия
Впервые вид был научно описан в 1930 году. Голотип представляет собой неполовозрелого самца длиной 45,5 см, пойманного у берегов провинции Буэнос-Айрес, Аргентина. Относительно скватин присутствующих в водах южного побережья Бразилии существуют противоречивые мнения. Некоторые авторы признавали Squatina punctata и Squatina guggenhei синонимами. На основании анализа митохондриальной ДНК был сделан вывод о присутствии в этих водах трёх видов: Squatina punctata, Squatina guggenhei и аргентинской скватины.
Группа специалистов по акулам Международного союза охраны природы подготовила оценку всех номинальных видов скватин, обитающих в юго-западной Атлантике: Squatina punctata, Squatina guggenhei, ''Squatina occulta  и аргентинской скватины. Валидность и присутствие в этом ареале аргентинской скватины в целом согласована.

## Ареал
Аргентинские скватины обитают в западной части Атлантического от 32 ° ю.ш. (Риу-Гранди-ду-Сул, Бразилия) до 43 ° ю.ш. (северная Патагония, Аргентина). У берегов Бразилии естественные питомники отсутствуют, вероятно, они расположены южнее в водах Уругвая и Аргентины. Эти акулы встречаются на внешнем крае континентального шельфа и в верхней части материкового склона у дна на глубине 100—400 м, где температура воды равна 14—16 °C.

## Описание
У аргентинских акул довольно узкое тело. Ноздри обрамлены неразветвлёнными коническими усиками. Задний край передних назальных кожных лоскутов слегка бахромчатый или гладкий. Кожные лоскуты, расположенные по обе стороны головы без заострённых лопастей. Характерные для скватин крыловидные грудные плавники широкие и закруглённые. Расстояние от глаза до брызгальца в 2 раза превышает диаметр глаза. Основание первого спинного плавника расположено позади свободного кончика брюшных плавников. По позвоночнику и на рыле имеются небольшие шипы. Окраска ровного цвета без глазков. Спинные плавники маленькие, сдвинуты к хвосту.

## Биология
Эти акулы размножаются яйцеживорождением. В помёте от 7 до 11 новорожденных, чаще всего 9—10. Самцы и самки достигают половой зрелости при длине 120 см. Цикл размножения двухгодичный.

## Взаимодействие с человеком
Вид не представляет интереса для коммерческого рыбного промысла. В качестве прилова эти акулы попадаются в донные тралы и жаберные сети. Численность скватин в уловах в западной части Атлантики существенно снизилась. Международный союз охраны природы присвоил этому виду статус «Вымирающий».